# Vlag van Losdorp

De vlag van Losdorp

De vlag van Losdorp werd op 17 april 1987 door het Nederlandse dorp Losdorp in gebruik genomen. De dorpsvlag is ontworpen door Jacob B. Bronsema.
De vlag bestaat uit drie even hoge banen van blauw, wit en blauw. De witte baan verwijst naar het Losdorpstermaar, een kanaal die door het dorp stroomt. In de blauwe banen zijn drie gele lelies geplaatst. De lelies zijn afgeleid van het familiewapen van het geslacht Freylema. Zij bewoonden de plaatselijke Freylemaborg in Losdorp. De rode klaverblad op de witte baan vormt een symbool voor het agrarische karakter van het dorp en is ook terug te vinden op de vlag van de voormalige gemeente Bierum, waar Losdorp behoorde.
Bierum
· Boerakker-Lucaswolde
· Bourtange
· De Wilp
· Drieborg
· Eenum
· Farmsum
· Garrelsweer
· Hellum
· Jonkersvaart
· Kiel-Windeweer
· Leens
· Leermens
· Losdorp
· Marum
· Middelstum
· Noordlaren
· Nuis-Niebert
· Oldekerk, Faan en Niekerk
· Onstwedde
· Schildwolde
· Spijk
· Stedum
· Wehe-den Hoorn
· 't Zandt
· Zevenhuizen
· Zijldijk